# فورينوستات
فورينوستات (Vorinostat )، الذي يُباع تحت الإسم التجاري زولينزا(Zolinza )، هو دواء يستخدم لعلاج سرطان الغدد الليمفاوية في الخلايا التائية الجلدية (CTCL).  على وجه التحديد عندما يستمر المرض أو يزداد سوءًا أو يعود أثناء أو بعد أخذ علاجين آخرين.  و يؤخذ عن طريق الفم. 
تشمل الآثار الجانبية الشائعة لهذا العقار على: الإسهال و التعب و تغير الذوق و انخفاض الصفائح الدموية و تساقط الشعر و السعال و الحمى.  و قد تشمل الآثار الجانبية الشديدة الأخرى على ما يلي: جلطات الدم و ارتفاع نسبة السكر في الدم.  أما استخدامه أثناء الحمل فقد يضر الجنين.  و هو عبارة عن مثبطات هيستون دياسيتيلاز (HDI). 
تمت الموافقة على استخدام فورينوستات طبيًا في الولايات المتحدة في عام 2006.  و في حين مُنِحَ وضع الدواء اليتيم في أوروبا في عام 2004، فقد سُحِب طلب الموافقة عليه في عام 2009.  و في الولايات المتحدة تبلغ التكلفة حوالي 14600 دولار أمريكي شهريًا اعتبارًا من عام 2021. 